# Kameralamt Backnang
Das Kameralamt Backnang war eine Einrichtung des Königreichs Württemberg, die im Amtsbezirk Besitz und Einkommen des Staates verwaltete. Es bestand von 1806 bis 1922 in Backnang. Das Kameralamt wurde im Rahmen der Neuordnung der Staatsfinanzverwaltung im Königreich Württemberg geschaffen.

## Geschichte
Durch Verfügung vom 14. Juli 1807 wurden die Patrimonialämter der Fürsten und Grafen zu Löwenstein und der Freiherrn von Sturmfeder zu Oppenweiler dem Kameralamt zugeteilt. Durch Verordnung vom 6. Juni 1819 wurden folgende Orte an das Kameralamt Weinsberg abgetreten: Löwenstein, Altenhau, Altlautern, Beckershof, Breitenauer Hof, Frankenhof, Hirrweiler, Stocksberg, Mittelmühle, Neulautern, Reisach, Rittelhof, Seemühle, Schweizerhof, Spatzenhof und Teusserbad. Laut Verfügung vom 12. März 1838 erfolgte die Vereinigung des Kameralamts Murrhardt mit dem Kameralamt Backnang und folgende bisher dem Kameralamt Murrhardt zugeteilten Orte wurden vom Kameralamt Backnang übernommen: Murrhardt mit Parzellen, Jux, Neufürstenhütte mit Klein-Erlach, Roßstaig, Sechselhof mit Parzellen, Spiegelberg mit Großhöchberg, Sulzbach mit Schloss Lautereck und Parzellen, Vorderbüchelberg, Rottmannsberg, Tiefental und Trailhof (Parzelle der Gemeinde Oberbrüden), Mittel-, Ober- und Unterfischbach (Parzelle der Gemeinde Reichenberg) sowie das Forstrevier Murrhardt.